# Lindano (farmacología)
El lindano El lindano se produjo de forma extensiva en la UE hasta la década de 1990 y se utilizó como insecticida de amplio espectro hasta 2008. Actualmente, el uso y la producción de lindano están prohibidos en la mayoría de países del mundo. Sin embargo, lamentablemente continúa dándose a conocer. Su persistencia, sus propiedades bioacumulativas y tóxicas, los derrames de antiguos lugares de producción y el vertido ilegal de residuos de lindano han suscitado serias preocupaciones a medida que se comprende mejor la capacidad de los lugares contaminados por lindano, para dispersar ampliamente la contaminación en aguas superficiales y subterráneas. 
Era el fármaco ectoparasiticida más conocido siendo empleado en champús, cremas y lociones. Es sinónimo de gama-hexaclorociclohexano. Aunque se emplea mucho el sinónimo hexacloruro de benceno, se prefiere no llamarlo así debido a que puede confundirse el término con hexaclorobenceno (CAS 118-74-1). Se usa también en veterinaria.

## Historia
La química del hexaclorociclohexano nace en 1825 cuando Michael Faraday (descubridor del benceno) lo hizo reaccionar con cloro a la luz solar obteniendo un polvo blanquecino cuya fórmula es C6 H6 Cl6. En 1912 el químico holandés Teunis van der Linden (1884-1965) aisló el isómero gama puro de la mezcla y en 1943, se identificó al isómero gamma y se le bautizó como "lindano" en su honor.

## Terapéutica farmacológica
El lindano se utiliza como fármaco tópico (loción al 1%); es muy eficaz para tratar ectoparasitosis. A pesar de que suscitan inquietud, sus efectos tóxicos en el sistema nervioso son fenómenos adversos infrecuentes cuando el fármaco se usa apropiadamente. Sin embargo, la FDA en Estados Unidos ha definido el lindano como producto de segunda línea para tratar la pediculosis y la escabiosis y ha destacado la posibilidad de neurotoxicosis en niños y adultos con peso menor de 50 kg (FDA, 2003).
También es un poderoso insecticida, usado como cebo tóxico para combatir las langostas.

## Mecanismo de acción
Por su liposolubilidad, el lindano penetra en los parásitos y paraliza su sistema nervioso. Se absorbe a través de la piel, se metaboliza con lentitud y tiene una semivida de unas 20 horas. Es inductor enzimático.

## Dosis
La loción se aplica en una capa fina del cuello hacia abajo, se deja 8 a 12 h o toda la noche y se elimina con un baño al final del periodo mencionado. El tratamiento se repite en una semana, si es necesario. 
Para evitar los efectos tóxicos en sistema nervioso es necesario que el paciente aplique solamente una capa delgada de loción, y en la piel seca. No debe aplicarse inmediatamente después del baño y debe procurarse que no penetre en ojos, boca, cortaduras o llagas. También se cuenta con champú de lindano al 1% para eliminar piojos del cuerpo y de la cabeza.

## Efectos secundarios
Alopecia, dermatitis, prurito y urticaria con el uso del champú o la loción. 

## Toxicidad
El lindano irrita los ojos y las mucosas; puede producir dermatitis por contacto si se emplea de manera excesiva o continuada. Una vez absorbido, origina un cuadro neurológico grave, caracterizado por activación del SNC con convulsiones, seguido de depresión. La dosis fatal oral en adultos es de 28 g.
El lindano es lipofílico y puede acumularse en la placenta. Aunque la relación de la exposición materna al feto es desconocida hubo al menos un reporte de un nacido muerto cuya madre recibió múltiples exposiciones a la loción de lindano durante el embarazo. Además, el lindano se distribuye por la leche materna, por lo que puede haber riesgo de toxicidad si el fármaco es ingerido por esta vía. Las mujeres en período de lactancia deben evitar lo más posible el uso del lindano. En caso extremo, la mujer deberá interrumpir la lactancia y desechar la leche por al menos 24 horas después de la exposición al fármaco.